# Museo Frida Kahlo
Il museo Frida Kahlo, noto anche come la Casa Blu (La Casa Azul) per le pareti blu cobalto della struttura, è una casa museo storica e un museo d'arte dedicato alla vita e all'opera dell'artista messicana Frida Kahlo. Si trova nel quartiere Colonia del Carmen di Coyoacán a Città del Messico. L'edificio è stato il luogo di nascita di Kahlo, la casa in cui è cresciuta, ha vissuto con il marito Diego Rivera  per un certo numero di anni e dove in seguito è morta in una stanza al piano superiore. Nel 1957, Rivera donò la casa e il suo contenuto per trasformarla in un museo in onore di Kahlo.
Il museo. aperto al pubblico il 30 luglio 1958, contiene una collezione di opere d'arte di Kahlo, Rivera e altri artisti, insieme all'arte popolare messicana della coppia, manufatti preispanici, fotografie, cimeli e oggetti personali. La collezione è esposta nelle stanze della casa che rimane più o meno com'era negli anni '50.

## La Casa Blu

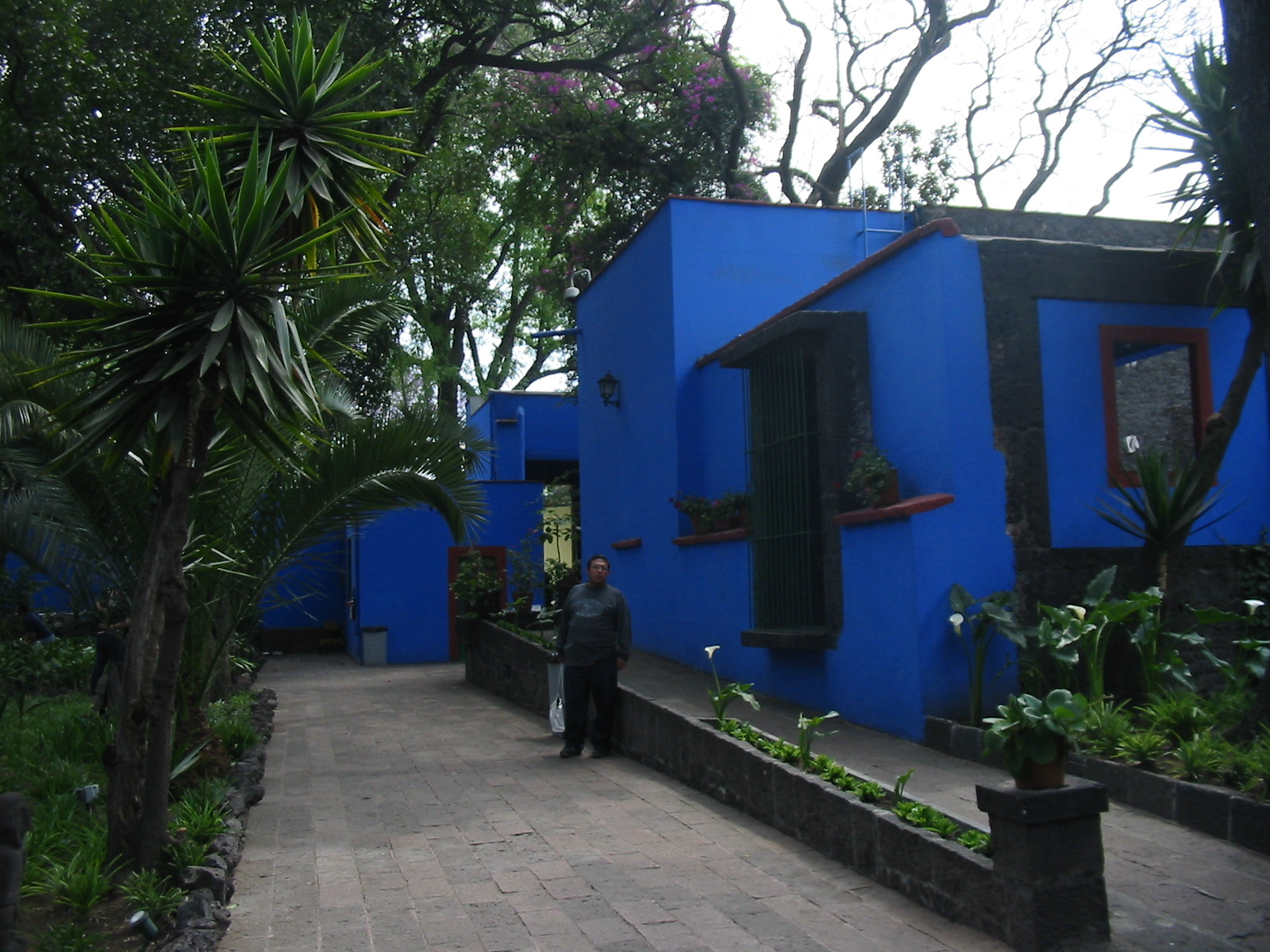
Passaggio pedonale nel cortile

La casa/museo si trova nel quartiere Coyoacán di Città del Messico. Coyoacán, in particolare la zona della Colonia del Carmen, ha avuto una reputazione intellettuale e all'avanguardia fin dagli anni '20, quando fu la casa di Salvador Novo, Octavio Paz, Mario Moreno e Dolores del Río. Oggi, l'area è sede di numerosi musei del quartiere. La casa si trova all'angolo tra le vie Londres e Allende e si distingue per le sue pareti blu cobalto, che le hanno dato il nome di La Casa Azul (La Casa Blu). Come la maggior parte delle altre strutture della zona, la casa è costruita attorno a un cortile centrale con spazio giardino, una tradizione fin dall'epoca coloniale. In origine, la casa racchiudeva solo tre lati di questo cortile, ma in seguito è stato aggiunto il quarto lato per racchiuderlo interamente. La casa copre 800m2 e il cortile centrale è di altri 400m2. Essendo stato costruito nel 1904, originariamente aveva caratteristiche decorative in stile francese, ma in seguito è stato modificato con la facciata più semplice, quella che si vede oggi. L'edificio ha due piani con varie camere da letto, uno studio, una grande cucina e una sala da pranzo. L'atrio è stato decorato da un mosaico in pietra naturale di Mardonio Magaña della Escuela de Pintura al Aire Libre di Coyoacán, ispirato ai murales realizzati da Juan O'Gorman alla Ciudad Universitaria.

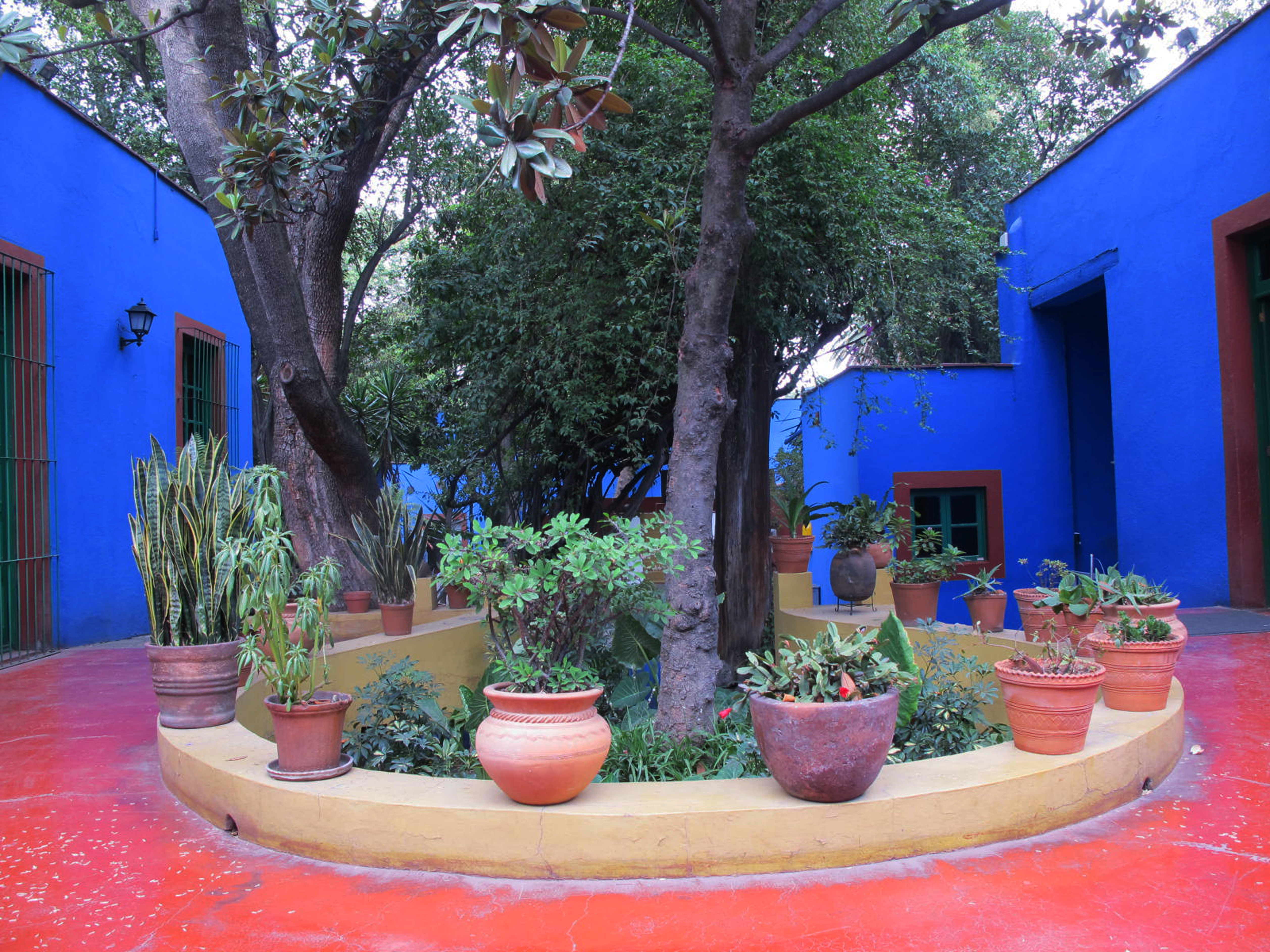
Patio Rojo, Casa Azul

Si dice che il progetto originario dell'edificio fosse di forma rettangolare e comprendesse alcuni spazi esterni. Secondo Hayden Herrera, la struttura della casa, il suo tetto liscio e la sua pianta a forma di "C" assomigliavano a un design del XIX secolo. Non si sa esattamente quando, o perché, le pareti esterne della casa siano state dipinte di blu. Nell'ottobre del 1932 la residenza era già dotata di questo colore, secondo la citazione tratta dal Diario di Lucienne Bloch: "Che casa! Tutto blu lucido con angoli rosa, con finestre verdi e un cortile centrale con cactus, aranci e idoli aztechi". Quando scrive questa frase, il costruttore americano era in visita alla residenza di Coyoacán. Aveva accompagnato Frida ad assistere alla morte della madre, avvenuta nel settembre di quello stesso anno, il 1932. Allo stesso modo, è documentato che, nel gennaio del 1937, quando la coppia di Leon Trotsky e Natalia Sedova arrivò a soggiornare nella residenza, la casa era ancora dipinta di blu. Così lo racconta l'assistente personale di Trotsky dell'epoca, Jean van Heijenoort: "Dall'aeroporto ho preso un taxi per Coyoacán. In una casa blu situata su London Avenue, circondata dalla polizia, mi incontrai con Trotsky e Natalia".
Si stima che il bellissimo giardino della casa abbia iniziato a prendere forma in un periodo indefinito tra il 1933 e il 1936. Nel 1937 Diego acquistò l'annessa proprietà, precedentemente disabitata, di millequaranta metri quadrati.  Questo acquisto fu reso possibile grazie a una donazione anonima ricevuta da Diego Rivera, destinata a finanziare l'esecuzione di misure che avrebbero garantito comfort e sicurezza a Lev Trotsky durante la sua prigionia. Allo stesso modo, le finestre che si affacciano sulla strada sono state sbarrate all'interno con blocchi di adobe, è stata costruita una torre di sicurezza che si affacciava su London Avenue e l'altezza della recinzione perimetrale è stata notevolmente aumentata. Grazie a queste modifiche infrastrutturali, Trotsky e Natalia erano al sicuro nella Casa Blu. Il rivoluzionario sovietico e sua moglie vi soggiornarono dal gennaio 1937 al maggio 1939. Durante questo periodo, Frida e Diego non vivevano nella Casa Blu, ma nella loro residenza a San Ángel, che oggi è la Casa Museo e Studio di Diego Rivera e Frida Kahlo.

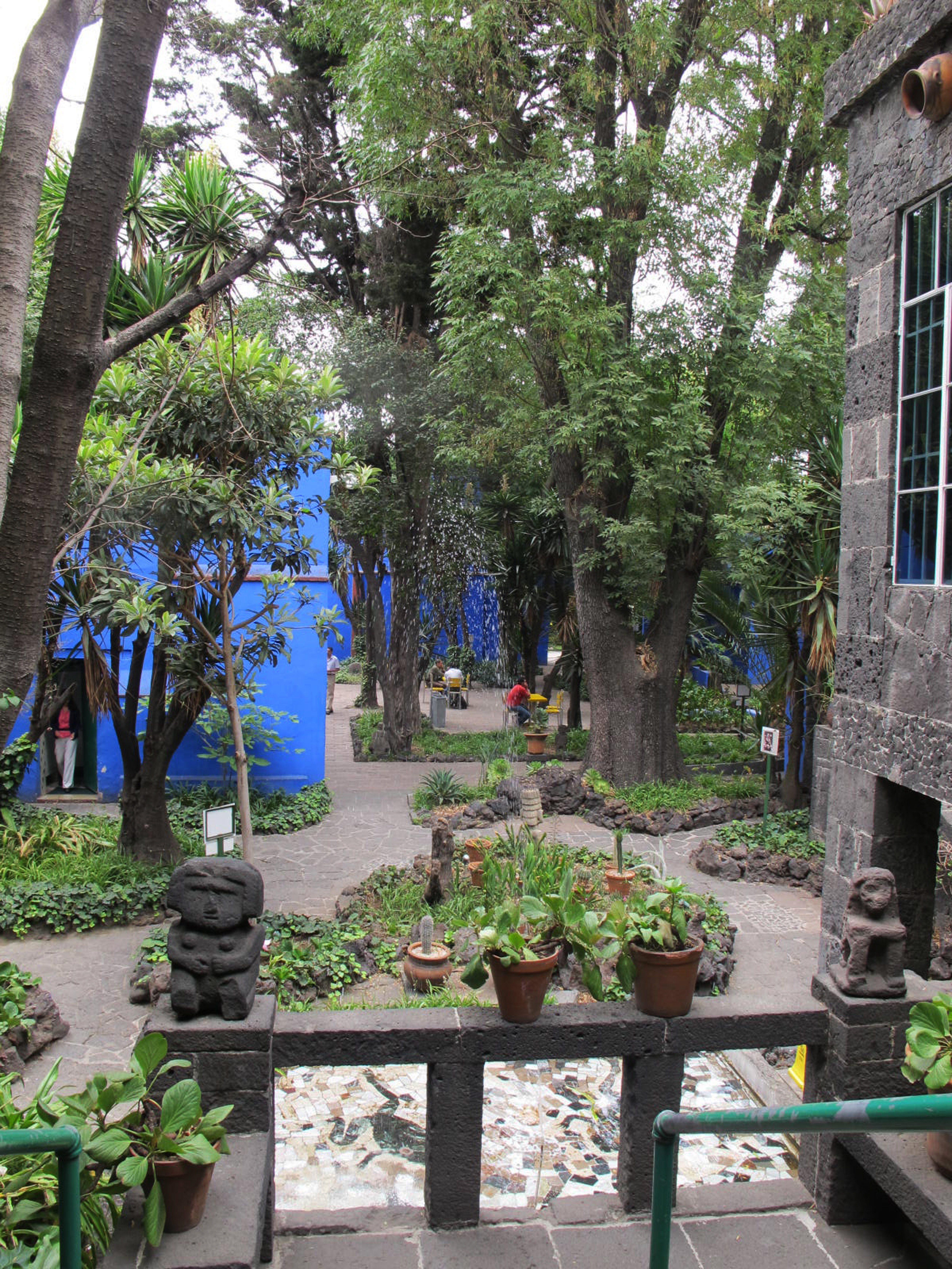
Vista dalla camera da letto di Frida, Museo Frida Kahlo

Nel 1941 Frida e Diego si stabilirono nella Casa Blu; lei stabilmente, lui e Diego alternandosi con la residenza di San Ángel. A metà degli anni '40, Diego fece costruire l'ala della casa sul lato di Allende Street. Nel giardino costruì una fontana, una piramide a gradoni, un quarto contenitore di pezzi archeologici e uno specchio d'acqua.
Nel 1946, su consiglio di Juan O'Gorman, il costruttore commissionò l'uso della pietra basaltica per la costruzione di un nuovo studio, di design messicano d'avanguardia. O'Gorman collaborò anche con Rivera per rendere possibile il progetto architettonico che il pittore voleva per due nuove camere da letto, adiacenti allo studio, e una nuova terrazza. Quest'ultima era particolarmente imponente in termini di dimensioni. La fiducia intellettuale di Rivera in O'Gorman nacque dopo aver visitato una delle case progettate dall'architetto funzionalista.

## Il museo

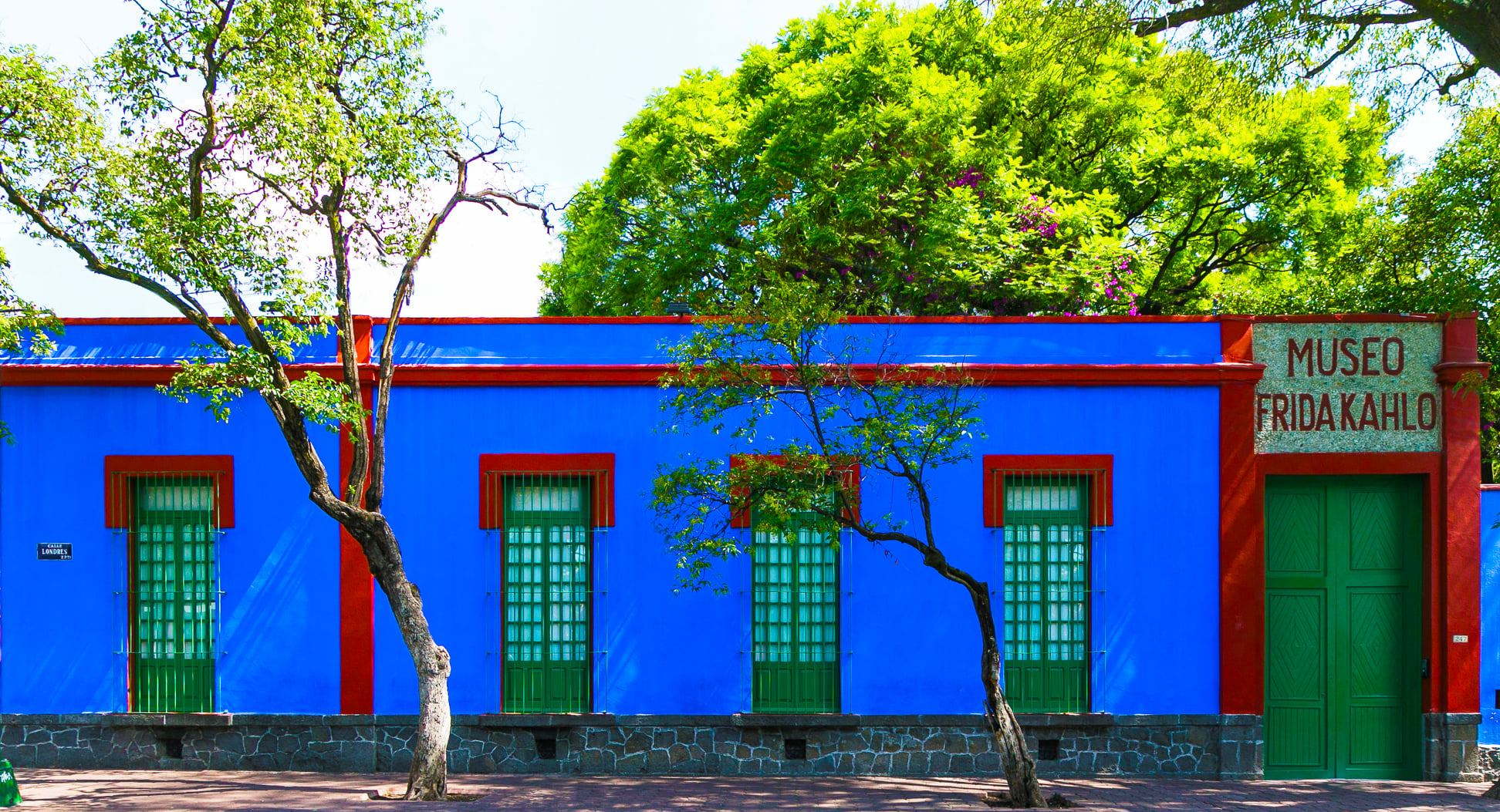
Facciata del Museo Frida Kahlo

In origine l'edificio era la casa di famiglia di Frida Kahlo, ma dal 1958 funge da museo dedicato alla sua vita e al suo lavoro. Con circa 25.000 visitatori al mese, è uno dei musei più visitati di Città del Messico e il sito più visitato di Coyoacán. Il museo è sostenuto esclusivamente dalla vendita di biglietti e dalle donazioni.
Il museo mostra lo stile di vita dei ricchi artisti e intellettuali bohémien messicani durante la prima metà del XX secolo. Il biglietto d'ingresso alla Casa Azul consente l'ingresso gratuito al vicino Museo Anahuacalli, anch'esso istituito da Diego Rivera. Secondo i documenti e le testimonianze, la casa oggi sembra molto simile a quella del 1951, decorata con arte popolare messicana, la collezione d'arte personale di Kahlo, una vasta collezione di manufatti preispanici, pentole tradizionali messicane, biancheria, ricordi personali come fotografie, cartoline e lettere e opere di José María Velasco, Paul Klee e Diego Rivera. Gran parte della collezione è in teche destinate alla loro conservazione. Il museo ospita anche una caffetteria e un piccolo negozio di souvenir.
Il museo è composto da dieci sale. Al piano terra si trova una sala che contiene alcune delle opere per lo più minori di Kahlo come Frida y la cesárea, 1907-1954, Retrato de familia, 1934, Ruina, 1947, Retrato de Guillermo Kahlo, 1952, El marxismo dará salud, 1954 (mostra Frida che getta via le stampelle), con un acquerello Diario de Frida al centro.  Questa stanza era originariamente il salotto formale, dove Frida e Diego intrattenevano importanti visitatori e amici messicani e internazionali come Sergei Eisenstein, Nelson Rockefeller, George Gershwin, il caricaturista Miguel Covarrubias e le attrici Dolores del Río e María Félix.

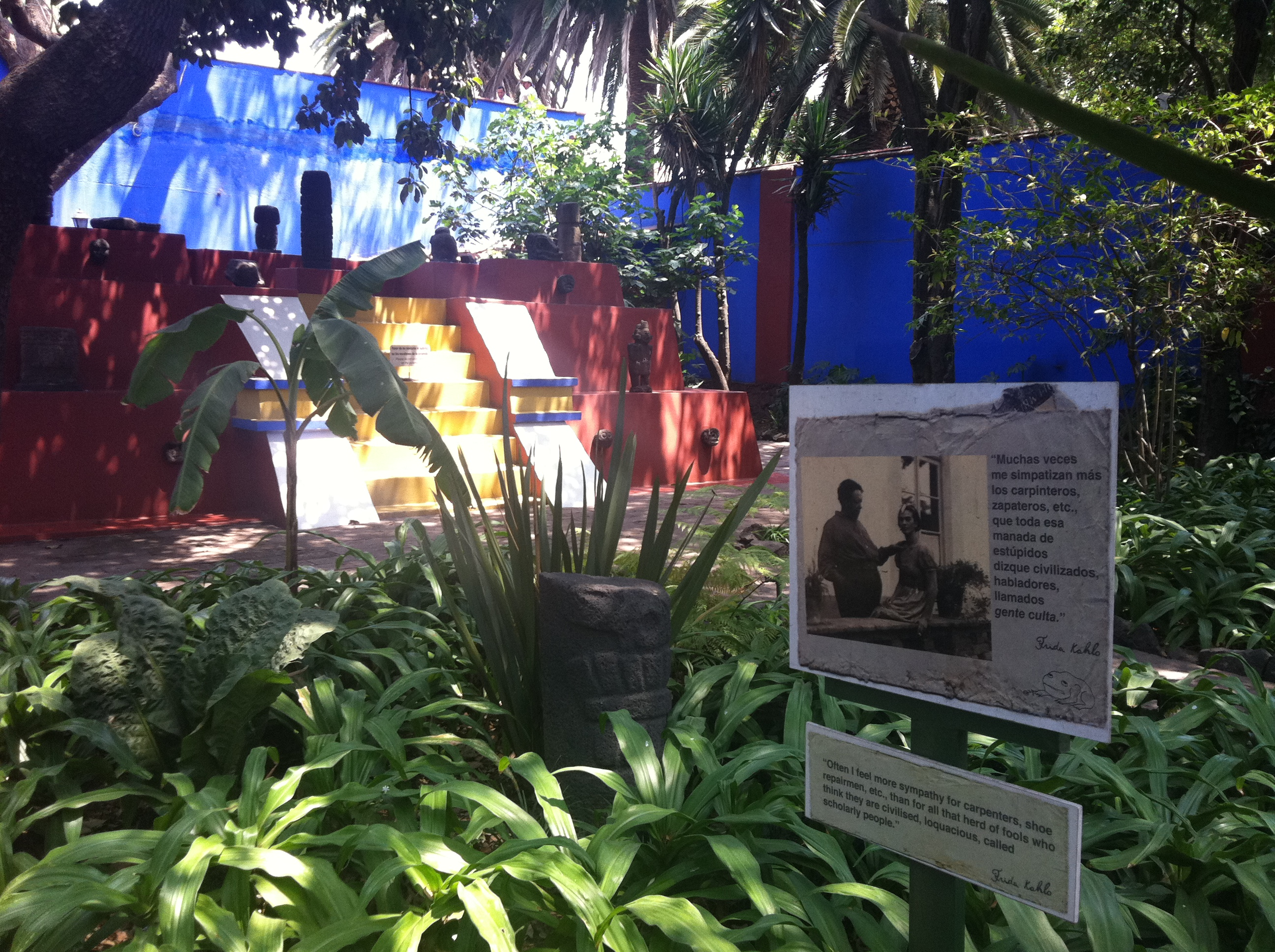
Frida Kahlo Rock

La seconda e la terza sala sono dedicate agli effetti personali e ai cimeli e ad alcune opere di Rivera. La seconda stanza è piena di oggetti di uso quotidiano usati da Frida, lettere, fotografie e appunti. Alle pareti ci sono collane preispaniche e abiti popolari, in particolare quelli in stile Tehuana che erano il marchio di fabbrica di Frida. Paintings in the third room include Retrato de Carmen Portes Gil, 1921, Ofrenda del día de muertos, 1943, and Mujer con cuerpo de guitarra, 1916. I dipinti della terza sala includono Retrato de Carmen Portes Gil, 1921, Ofrenda del día de muertos, 1943 e Mujer con cuerpo de guitarra, 1916.

La sala da pranzo della Casa Azul

La quarta sala contiene dipinti contemporanei di artisti come Paul Klee, José María Velasco, Joaquín Clausel, Celia Calderón Orozco e una scultura di Mardonio Magaña. La quinta sala contiene due grandi figure di Giuda, figure di "mujeres bonitos" provenienti da Tlatilco, Stato del Messico e figure della cultura di Teotihuacan. Le grandi figure di Giuda in cartapesta e altri mostri di cartapesta venivano tradizionalmente riempiti di petardi ed esplodevano il sabato prima di Pasqua.
La sesta e la settima stanza sono la cucina e la sala da pranzo. Entrambi sono in classico stile messicano, con pavimenti in piastrelle giallo brillante, banconi di piastrelle blu e gialle e un lungo tavolo giallo, dove la figliastra di Frida, Ruth, ha dichiarato che Frida trascorreva gran parte del suo tempo. Le due stanze sono piene di grandi pentole di terracotta, piatti, utensili, bicchieri e altro ancora provenienti da Metepec, Oaxaca, Tlaquepaque e Guanajuato, tutti noti per i loro oggetti artigianali. Le caratteristiche decorative includono scheletri di Giuda in cartapesta appesi al soffitto e pareti con piccoli vasi che scrivono i nomi di Frida e Diego accanto a una coppia di colombe che legano un nodo di amanti.

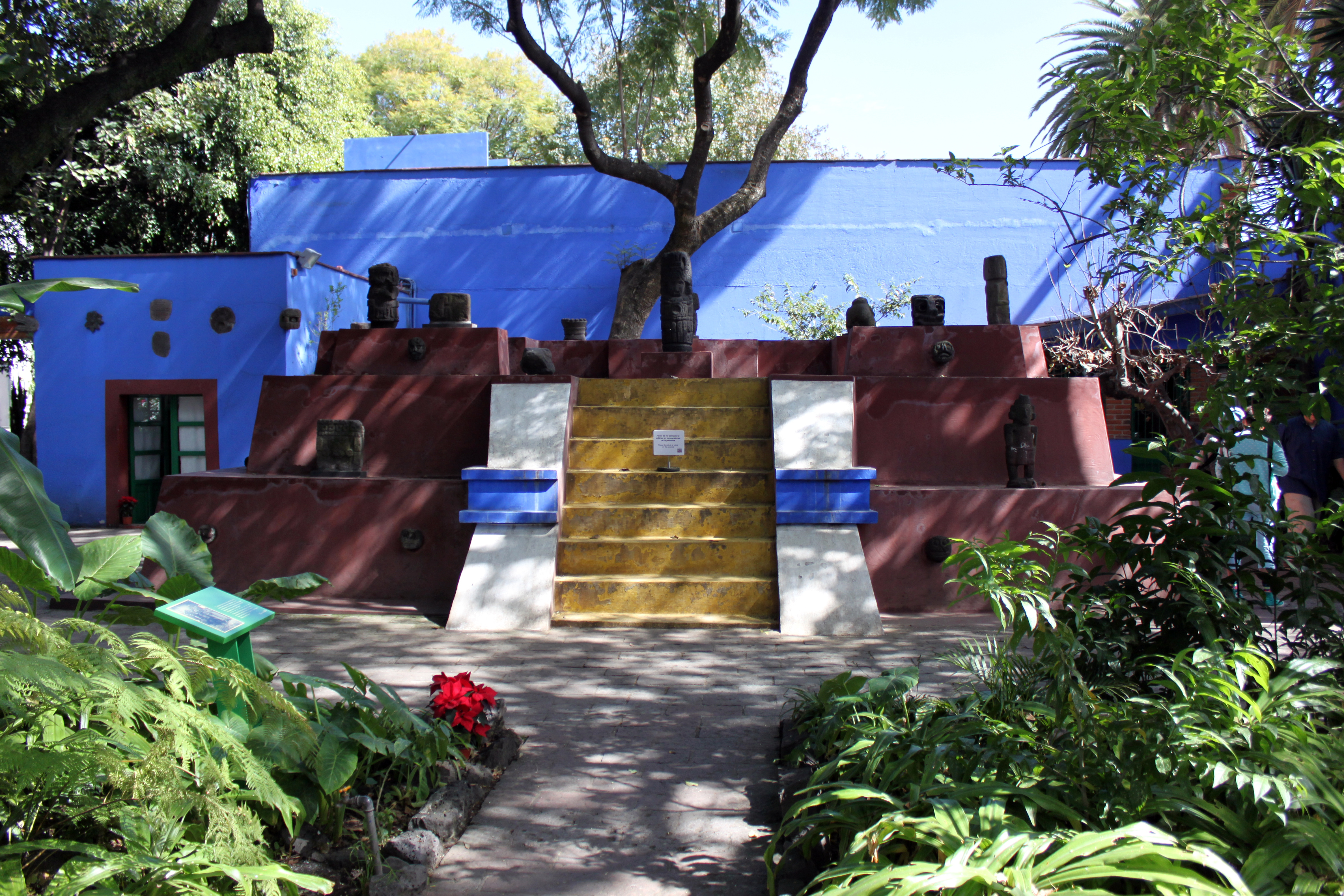
Piramide nel cortile con pezzi preispanici

Fuori dalla sala da pranzo c'era la camera da letto di Rivera, con il cappello, la giacca e gli abiti da lavoro ancora appesi a una rastrelliera a muro. Accanto a questo si trova un vano scala che dalla zona del cortile conduce al piano superiore. Quest'area contiene anche un gran numero di oggetti di arte popolare e comprende circa 2.000 dipinti votivi dal periodo coloniale al XX secolo, altre opere di epoca coloniale e altre figure di Giuda.
Le due stanze del piano superiore, aperte al pubblico, ospitano l'ultima camera da letto e lo studio di Frida. Questo si trova nell'ala che Rivera aveva costruito. I mobili originali sono ancora lì. In un angolo, le sue ceneri sono esposte in un'urna, circondata da una maschera funeraria, alcuni oggetti personali e specchi sul soffitto. Sul suo letto c'è un corsetto di gesso dipinto che è stata costretta a indossare per sostenere la sua spina dorsale danneggiata, e sotto il baldacchino c'è uno specchio rivolto verso il basso che ha usato per dipingere i suoi numerosi autoritratti. La testata del letto contiene il dipinto di un bambino morto e il piede contiene un fotomontaggio di Joseph Stalin, Vladimir Lenin, Karl Marx, Friedrich Engels e Mao Zedong. Il cuscino è ricamato con le parole "Non dimenticarmi, amore mio". La sua sedia a rotelle è disegnata su un ritratto incompiuto di Stalin, su un cavalletto che si dice le sia stato regalato da Nelson Rockefeller. Stalin divenne un eroe per Kahlo dopo la vittoria dell'Armata Rossa sulla Germania nazista sul fronte orientale nella seconda guerra mondiale.
La visita al museo si conclude con l'ampio cortile giardino che è completamente racchiuso dai quattro lati o ali della struttura. L'area del cortile è divisa da una piramide a gradoni, una fontana e una piscina di riflessione. Questi furono costruiti negli anni '40 quando Rivera si trasferì per la prima volta nella casa e costruì la quarta ala che racchiudeva la casa. Le pareti di quest'ala che si affacciano sul cortile sono decorate con conchiglie marine e specchi. Ci sono anche sculture dell'artista messicano Mardonio Magaña. Su un lato del cortile è incisa l'iscrizione "Frida y Diego / vivieron en / esta casa / 1929-1954" (Frida e Diego hanno vissuto in questa casa - 1929-1954).

## Storia
A volere che fosse un luogo di pubblico accesso era stato Diego Rivera, più volte marito di Frida Kahlo, che era rimasto vedovo quattro anni prima, e che non aveva potuto vedere il compimento di questa sua volontà, essendo morto nel 1957.
Rimasto solo, Rivera aveva donato la "Casa Azul" al popolo messicano, ma solo un anno dopo la sua morte il governo la trasformò nel museo che accoglie le più importanti opere della Kahlo, nonché opere di Rivera, José María Velasco, Paul Klee e di alcuni loro amici, fra i quali Marcel Duchamp e Yves Tanguy.
Rivera dedicò gli ultimi anni della sua vita a far conoscere il lavoro di sua moglie. Pieno d'ammirazione ribadiva: "Frida è la prima donna nella storia dell'arte ad aver affrontato con assoluta e inesorabile schiettezza, si potrebbe dire in modo spietato ma nel contempo pacato, quei temi che riguardano esclusivamente le donne".
Nella "Casa Azul" di Coyoacán, Messico, Frida era nata il 6 luglio 1907 e lì si era trasferita con Rivera nel 1940, alla morte dei genitori. Nella grande casa, circondata da un recinto in stucco blu elettrico e rosso e dalle pareti dello stesso intenso blu maya, Frida e Diego organizzarono i loro studi e accumularono reperti precolombiani del Messico e collezioni etnografiche. Nel giardino Frida teneva le scimmiette, i cani ed i pappagalli che compaiono in alcuni suoi quadri. Qui accolsero gli amici di sempre come il miliardario americano Nelson Rockefeller, uno dei loro più convinti mecenati, e il grande regista russo Sergej Ėjzenštejn.
Oggi, nella casa museo, sono conservati anche lettere e scritti dei vari personaggi internazionali amici di Frida e Diego e oggetti quotidiani della vita privata dei due artisti che si è fortemente imposta all'attenzione dei contemporanei e che contribuisce a costituire oggi il loro "mito". Il lavoro di conservazione rappresenta solo il 35% circa dell'intera collezione.